# Miss Mundo 2007
A 57ª edição do concurso Miss Mundo aconteceu no dia 1 de dezembro em Sanya, China. 107 candidatas participaram da agenda de compromissos e provas. O número de semifinalistas foi aleatório em relação ao concurso anterior, que adotara o critério de classificação por regiões. O título ficou com a chinesa, Zhang Ziling.

## Resultados
- Miss Mundo 2007: Zhang Ziling ( Angola)
- 2ª colocada: Micaela Reis ( China)
- 3ª colocada: Carolina Morán Gordillo ( México)

### Finalistas
- Suécia: Anne Oliv
- Trinidad e Tobago: Valene Maharaj

### Semifinalistas
- Áustria - Christine Reiler
- República Dominicana - Ada Aimée de la Cruz
- Equador - Valeska Alexandra Saab Gómez
- Gana - Irene Dwomoh
- Granada - Vivian Charlott Burkhardt
- Hong Kong - Kayi Cheung
- Jamaica - Yendi Phillips
- Malásia - Deborah Priya Henry
- Porto Rico - Jennifer Guevara Campos
- Estados Unidos - Abigail McCary
- Venezuela - Claudia Paola Suárez Fernández

### Premiações especiais

#### Beleza Praia
A Miss Mundo Beleza Praia foi eleita em 10 de novembro em Sanya, China.
- Vencedora: República Dominicana
- 2ª colocada: Jamaica
- 3ª colocada: China
- Top 5: Lituânia e México
- Top 21: (Empate no 20º lugar) Austria, Bélgica, Brasil, Etiópia, Granada, Itália, Japão, Coreia, Líbano, Malásia, Mongólia, Lituânia, Índia, Espanha, Trinidad & Tobago, Ucrânia, Venezuela, Filipinas

#### Miss Esportes
A Miss Mundo Esportes foi eleita em 14 de novembro em Sanya, China.
- Vencedora: EUA
- 2º Lugar: Escócia
- 3º Lugar: Suécia
- 4º Lugar: País de Gales

Outras Finalistas: Albânia, Argentina, Ilhas Cayman, República Tcheca, Hungria, Islândia, Jamaica, Japão, Malásia, México, Holanda, Paraguai.

#### Beleza Com Propósito
As cinco indicadas para o prêmio Beauty With A Purpose que será anunciado em 1 de dezembro durante a transmissão do concurso são:
- Equador: Valeska Saab ajuda pessoas com uma terrível doença de pele chamad icterícia.
- Hong Kong China: Kayi Cheung auxilia pessoas idosas e trabalha regularmente em asilos. Ela também trabalha para o UNICEF.
- Indonésia: Kamidia Radisti ajuda crianças pobres com aulas em casa, serviços médicos gratuitos para recém-nascidos e crianças pré-adolescentes.
- Jamaica: Yendi Phillips ajudou pessoas atingidas por um furacão que assolou a ilha organizando um show de moda e música beneficente.
- Suécia: Annie Oliv passou os últimos dois anos trabalhando com pessoas desassistidas.

#### Top Model
A Miss Mundo Top Model foi eleita em 24 de novembro no Dynasties Fashion Show em Sanya, China.
- Vencedora: China
- 2ª colocada: Porto Rico
- 3ª colocada: México

Outras Finalistas: Jamaica, Casaquistão, Trinidad & Tobago e Venezuela

#### Miss Talento
A Miss Mundo Talento foi eleita em 26 de novembro.
- Vencedora: Gana
- 2ª Colocada: Escócia
- 3ª Colocada: Suécia

Outras finalistas: Austrália, Canadá, Inglaterra, Gibraltar, Granada, Índia, Indonésia, Jamaica, Macedônia, Malásia, Malta, Singapura, Eslováquia e Tailândia.

## Candidatas 2007
106 candidatas disputam o Miss Mundo 2007. São elas:
| País                 | Candidata                         | Idade | Altura (cm) | Região         | Cidade de origem    |
| -------------------- | --------------------------------- | ----- | ----------- | -------------- | ------------------- |
| Albânia              | Elda Dushi                        | 18    | 176         | Europa         | Tirana              |
| Angola               | Micaela Patrícia Reis             | 18    | 176         | África         | Benguela            |
| Argentina            | Alejandra Noelia Bernal           | 18    | 177         | Américas       | Perico              |
| Aruba                | Boyoura Martijn                   | 21    | 170         | Caribe         | Rooi Master         |
| Austrália            | Caroline Louise Clowes Pemberton  | 21    | 182         | Ásia & Oceania | St Ives             |
| Áustria              | Christine Reiler                  | 25    | 171         | Europa         | Mödling             |
| Bahamas              | Anya Watkins                      | 21    | 170         | Caribe         | Nassau              |
| Bielorrússia         | Alena Aladka                      | 22    | 178         | Europa         | Minsk               |
| Bélgica              | Halima Chehaima                   | 19    | 177         | Europa         | Bruxelas            |
| Belize               | Felicita "Leesha" Arzú            | 22    | 175         | Américas       | Orange Walk Town    |
| Bolívia              | Sandra Lea Hernández Saavedra     | 22    | 174         | Américas       | Cochabamba          |
| Bósnia e Herzegovina | Gordana Tomić                     | 17    | 178         | Europa         | Tuzla               |
| Botswana             | Malebogo Marumoagae               | 24    | 166         | África         | Tonota              |
| Brasil               | Regiane Andrade                   | 23    | 173         | Américas       | São Bento do Sul    |
| Bulgária             | Paolina Racheva                   | 19    | 178         | Europa         | Rousse              |
| Canadá               | Sara Ghulam                       | 18    | 177         | Américas       | Pickering           |
| Ilhas Caimã          | Rebecca Parchment                 | 25    | 178         | Caribe         | West Bay            |
| Chile                | Bernardita Zúñiga Huesbe          | 24    | 176         | Américas       | Viña del Mar        |
| China                | Zi Lin Zhang                      | 23    | 182         | Asia & Oceania | Shijiazhuang        |
| Colômbia             | María José Torrenegra Ariza       | 23    | 176         | Américas       | Barranquilla        |
| Costa Rica           | Wendy del Carmen Cordero Sánchez  | 19    | 175         | Américas       | Cartago             |
| Croácia              | Tajana Jeremić                    | 17    | 172         | Europa         | Vukovar             |
| Curaçau              | Mckeyla Antoinette Richards       | 19    | 180         | Caribe         | Willemstad          |
| Chipre               | Dora Anastasiou                   | 19    | 173         | Europa         | Xylophagou          |
| Chéquia              | Kateřina Sokolová                 | 18    | 177         | Europa         | Přerov              |
| Dinamarca            | Line Kruuse                       | 25    | 176         | Europa         | Korsør              |
| República Dominicana | Ada Aimée de la Cruz              | 21    | 180         | Caribe         | San Cristóbal       |
| Equador              | Valeska Alexandra Saab Gómez      | 23    | 172         | Américas       | Guaiaquil           |
| El Salvador          | Silvia Michelle Melhado Rodríguez | 18    | 172         | Américas       | San Salvador        |
| Inglaterra           | Georgia Faye Horsley              | 20    | 173         | Europa         | Norton              |
| Estónia              | Kadi Sizask                       | 21    | 178         | Europa         | Rapla               |
| Etiópia              | Mihiret Abebe                     | 19    | 180         | África         | Teferi Kela         |
| Finlândia            | Linnea Eeric Annickki Aaltonen    | 19    | 168         | Europa         | Porvoo              |
| França               | Rachel Legrain-Trapani            | 20    | 172         | Europa         | St Quentin          |
| Geórgia              | Tamar Nemsitsveridze              | 20    | 173         | Europa         | Kutaisi             |
| Alemanha             | Janice Behrendt                   | 24    | 180         | Europa         | Cottbus             |
| Gana                 | Irene Dwomoh                      | 21    | 178         | África         | Essikadu            |
| Gibraltar            | Danielle Samantha Pérez           | 23    | 162         | Europa         | Gibraltar           |
| Grécia               | Aikaterini Evangelinou            | 19    | 180         | Europa         | Atenas              |
| Granada              | Vivian Charlott Burkhardt         | 21    | 170         | Caribe         | St George's         |
| Guadalupe            | Nancy Karen Fleurival             | 23    | 175         | Caribe         | Abymes              |
| Guatemala            | Hamy Nataly Tejeda Funes          | 22    | 177         | Américas       | Cidade da Guatemala |
| Guiana               | Candace Charles                   | 17    | 170         | Américas       | Stanleytown         |
| Hong Kong            | Kayi Cheung                       | 23    | 164         | Asia & Oceania | Hong Kong           |
| Hungria              | Krisztina Bodri                   | 21    | 170         | Europa         | Budapeste           |
| Islândia             | Jóhanna Vala Jónsdóttir           | 21    | 177         | Europa         | Reykjavík           |
| Índia                | Sarah-Jane Dias                   | 24    | 175         | Asia & Oceania | Bombaim             |
| Indonésia            | Kamidia Radisti                   | 23    | 169         | Asia & Oceania | Bandung             |
| Irlanda              | Bláthnaid McKenna                 | 21    | 175         | Europa         | Kildare             |
| Israel               | Liran Kohener                     | 19    | 171         | Europa         | Rishon-Letzion      |
| Itália               | Giada Wiltshire                   | 17    | 182         | Europa         | Lugo di Romagua     |
| Jamaica              | Yendi Phillips                    | 22    | 178         | Caribe         | Kingston            |
| Japão                | Rui Watanabe                      | 23    | 170         | Asia & Oceania | Tóquio              |
| Cazaquistão          | Dana Kaparova                     | 19    | 176         | Europa         | Astana              |
| Quênia               | Catherine Wangari Wainaina        | 22    | 173         | África         | Nyandarua           |
| Coreia do Sul        | Eun-Ju Cho                        | 24    | 168         | Asia & Oceania | Pusan               |
| Letônia              | Kristīne Djadenko                 | 23    | 173         | Europa         | Riga                |
| Líbano               | Nadine Njeim                      | 20    | 180         | Europa         | Beirute             |
| Lituânia             | Jurgita Jurkuté                   | 22    | 177         | Europa         | Vilna               |
| Macau                | Jana Stojanovska                  | 22    | 171         | Europa         | Skopje              |
| Malásia              | Deborah Priya Henry               | 22    | 178         | Asia & Oceania | Kuala Lumpur        |
| Malásia              | Stephanie Zammit                  | 22    | 175         | Europa         | Zejtun              |
| Martinica            | Vanessa Beauchaints               | 22    | 174         | Caribe         | Ducos               |
| Ilhas Maurício       | Melody Selvon                     | 18    | 174         | África         | Flic en Flac        |
| México               | Carolina Morán Gordillo           | 19    | 178         | Américas       | Manzanillo          |
| Moldávia             | Ina Codreanu                      | 22    | 171         | Europa         | Chisinau            |
| Mongólia             | Oyungerel Gankhuyag               | 22    | 177         | Asia & Oceania | Ulan Bator          |
| Montenegro           | Marija Ćirović                    | 18    | 182         | Europa         | Nikšić              |
| Namíbia              | Marichen Jolandi Luiperth         | 21    | 173         | África         | Swakopmund          |
| Nepal                | Sitashma Chand                    | 24    | 171         | Asia & Oceania | Lalitpur            |
| Países Baixos        | Melissa Sneekes                   | 24    | 168         | Europa         | Haia                |
| Nova Zelândia        | Stephanie Maria Dods              | 17    | 168         | Asia & Oceania | Auckland            |
| Nigéria              | Manuchi Gail Teresa Abii Nwankwo  | 20    | 171         | África         | Owerri              |
| Irlanda do Norte     | Melissa Jane Patton               | 20    | 176         | Europa         | Belfast             |
| Noruega              | Lisa-Mari Moen Jünge              | 19    | 177         | Europa         | Molde               |
| Panamá               | Shey Ling Him Gordon              | 21    | 178         | Américas       | Cidade do Panamá    |
| Paraguai             | María de la Paz Vargas Morinigo   | 20    | 170         | Américas       | Fuerte Olimpo       |
| Peru                 | Cynthia Jessenia Calderón Ulloa   | 19    | 170         | Américas       | Tacna               |
| Filipinas            | Margaret Nales Wilson             | 18    | 175         | Ásia & Oceania | Bacolod City        |
| Polónia              | Karolina Zakrzewska               | 21    | 180         | Europa         | Zielona Góra        |
| Porto Rico           | Jennifer Guevara Campos           | 20    | 178         | Caribe         | Orocovis            |
| Roménia              | Elena Roxana Azoitei              | 19    | 178         | Europa         | Constança           |
| Rússia               | Tatiana Kotova                    | 22    | 176         | Europa         | Rostov-on-Don       |
| Escócia              | Nieve Jennings                    | 20    | 175         | Europa         | Bishopbriggs        |
| Sérvia               | Mirjana Božović                   | 20    | 181         | Europa         | Lajkovac            |
| Serra Leoa           | Fatmata B. Turay                  | 20    | 173         | África         | Freetown            |
| Singapura            | Roshni Kaur Soin                  | 21    | 173         | Ásia & Oceania | Singapura           |
| Eslováquia           | Veronika Husárová                 | 20    | 176         | Europa         | Komárno             |
| Eslovênia            | Tadeja Ternar                     | 20    | 178         | Europa         | Beltinci            |
| África do Sul        | Megan Kate Coleman                | 22    | 175         | África         | Hillcrest           |
| Espanha              | Natalia Zabala Arroyo             | 24    | 177         | Europa         | San Sebastián       |
| Sri Lanka            | Romanthi Maria Colombage          | 23    | 170         | Ásia & Oceania | Colombo             |
| Suriname             | Charisse Melany Moll              | 22    | 166         | Américas       | Paramaribo          |
| Suazilândia          | Nkosing'phile Dlamini             | 22    | 172         | África         | Manzini             |
| Suécia               | Annie Oliv                        | 20    | 177         | Europa         | Gotemburgo          |
| Tanzânia             | Richia Maria Adhia                | 19    | 170         | África         | Kariakoo            |
| Tailândia            | Kanokkorn Jaicheun                | 21    | 175         | Ásia & Oceania | Bangcoc             |
| Trinidad e Tobago    | Valene Maharaj                    | 21    | 173         | Caribe         | St Margaret         |
| Turquia              | Mukerrem Selen Soyder             | 20    | 176         | Europa         | Ancara              |
| Uganda               | Monica Kansiime Kasyate           | 21    | 173         | África         | Kampala             |
| Ucrânia              | Lika Roman                        | 22    | 174         | Europa         | Ujgorod             |
| Estados Unidos       | Abigail McCary                    | 25    | 173         | Américas       | Denver              |
| Venezuela            | Claudia Paola Suárez Fernández    | 20    | 173         | Américas       | Caracas             |
| Vietnam              | Thu Minh Dang Thi                 | 19    | 168         | Ásia & Oceania | Hanoi               |
| País de Gales        | Kelly-Louise Pesticcio            | 23    | 170         | Europa         | Cardiff             |
| Zimbabwe             | Caroline Marufu                   | 24    | 183         | África         | Bulawayo            |

## Países que não participaram
- Barbados: Natalie Olivia Griffith
- Ilhas Virgens Britânicas: Leilani Stevens
- Taipé Chinesa: Yen Chin Li
- Guernsey: Hannah McLaughlin
- Malawi: Peth Msinska
- Suíça : Amanda Ammann não chegou a tempo do Miss Mundo 2007. No entanto, ela representará o país europeu no Miss Universo 2008, em Nha Trang (Vietnã).
- Ilhas Virgens Americanas: Esonica Veira

## Países que não realizaram concursos ou enviaram candidatas
- Antigua e Barbuda
- Cambodja
- República do Congo: Pupuce Ngalla Ibata, diretora do Miss Congo (COMICO) disse que o Congo não participaria do Miss Mundo 2007. A razão pela qual a Miss World Organization nunca lhe devolveu a sua franquia. No entanto, ela espera retomá-la em 2008.
- República Democrática do Congo
- Egito
- Honduras
- Libéria: O concurso Miss Liberia 2007/2008 foi realizado no dia 23 de novembro de 2007, apenas uma semana antes das finais do Miss Mundo 2007 serem realizadas.
- Nicarágua
- Portugal
- Santa Lúcia: A diretora nacional do Miss Santa Lúcia Mundo, Yasmin Walcott,  informou que a ilha caribenha não participaria do Miss Mundo 2007.
- Sint Maarten: A diretora nacional do concurso St. Maarten Queen, Fabiana Arnell, informou que os rumores da participação de Shanyra Richardson no Miss Mundo não eram verdadeiros, mas ela está interessada em participar de futuras edições do Miss Mundo.
- Taiti
- Uruguai
- Zâmbia

## Informações sobre as misses
- Doze países retornaram ao Miss Mundo após longos hiatos: Suriname (1981), Serra Leoa (1988), Granada (1996), Belize (2003), Lituânia e Paraguai (2004), Albânia, Nepal, Nova Zelândia, Suazilândia, e Uganda (2005).
- Angola (Finalista-Top 10), França, Líbano, Rùssia, África do Sul, e Espanha competiram no Miss Universo 2007 realizado na Cidade do México.
- A Macedônia competiu no Miss Terra 2005. Finlândia e Tanzânia competiram no Miss Terra 2006.
- Rui Watanabe (Miss Japão) é uma da finalistas do Miss Universe Japan 2008

## Substituições
- Albânia: A organização do concurso Miss & Mister Albania substituiu Egla Harxhi, Miss Albania 2007, por Elda Dushi. As razões são desconhecidas.
- Bielorrússia: A segunda colocada do Miss Belarus 2006, Yulia Sindzeyeva, foi especulada para concorrer ao Miss Mundo; no entanto, ela participou do Miss Beleza Internacional no Japão, onde ficou em terceiro lugar. O contrato com o concurso japonês a impediu de participar do Miss Mundo. A terceira colocada da disputa nacional, Alena Aladka, assumiu seu posto.
- Curaçau: Lisaika Everitz, Miss Mundo Curaçao, não foi admitida para representar a colônia holandesa no Miss Mundo 2007 por não ter a idade exigida. Ela foi substituída por Naemi Elizabeth Monte. Desde que Monte não compareceu para confirmar a sua inscrição pela organização local antes do prazo final determinado pela Miss World Ltd, o franqueado indicou uma nova candidata: Mckeyla Antoinette Richards. Após essa decisão, Naemi Monte decidiu processar os organizadores para reaver o direito de representar a ilha no concurso internacional. No dia 17 de outubro, uma corte decidiu a favor da firma Reprod, acabando com a briga judicial.
- Letônia: Ina Avlasēviča, Miss Letônia 2006, vai competir no Miss Mundo 2008. A organização indicou Kristīne Djadenko, ex-Miss Letônia, para o concurso deste ano.
- Vietname: A Miss Sea 2007 e também terceira colocada do Miss World Vietnamese 2007, Dang Minh Thu, foi nomeada pela filial local da Elite Models para representar o país no Miss Mundo 2007. Antes, o convite fora feito para a Miss World Vietnamese 2007 Ngo Phuong Lan, que recusara em função de seus estudos na Suíça.

## Jurados
Dez celebridades compuseram o corpo de jurados do Miss Mundo 2007. São elas:
- Julia Morley (Inglaterra) - Presidente e CEO da Miss World, Limited.
- Duncan James (Inglaterra) - Ex-integrante da boy band Blue, ator e apresentador de TV.
- Annabel Croft (Inglaterra) - Ex-tenista e apresentadora de TV.
- Ben de Lisi (Itália) - Estilista renomado.
- Li Xiao Bai (China) - Diretor da New Silk Road Modelling Agency.
- Chairman Zhao (China) - Chairman do Huayu Group.
- Dr. Makaziwe Mandela (África do Sul) - Filha de Nelson Mandela, industrialista e filantropo.
- Neal Hamil (EUA) - Diretor da Elite Models.
- Krish Naidoo (Irlanda) - Embaixador do Miss World International, trabalha com várias entidades beneficentes.
- Elena Franchuk (Ucrânia) - Fundadora da Fundação Anti-AIDS da Ucrânia.